# Port Lotniczy Szczecin Goleniów
Port Lotniczy Szczecin Goleniów – przystanek kolejowy w Glewicach na linii kolejowej nr 434, obsługujący pociągi regionalne kursujące w relacji Szczecin Główny ↔ Kołobrzeg i dowożące pasażerów do międzynarodowego Portu Lotniczego Szczecin-Goleniów.

## Ruch pasażerski
| Rok  | Wymiana pasażerska na dobę |
| ---- | -------------------------- |
| 2017 | 20-49                      |
| 2022 | 50-99                      |

Zadaszony wiatą przystanek znajduje się w odległości ok. 100 m od dworca lotniczego i jest połączony z nim bezpośrednim przejściem.
Powstał podczas inwestycji w ramach realizacji Regionalnego Programu Operacyjnego Województwa Zachodniopomorskiego „Modernizacja Regionalnej Linii Kolejowej 402 Goleniów – Kołobrzeg wraz z budową łącznicy do Portu Lotniczego Szczecin – Goleniów”.
Został uroczyście otwarty 29.05.2013, natomiast obsługę regularnych połączeń kolejowych rozpoczął od 09.06.2013. Czas podróży pociągiem ze Szczecina wynosi ok. 45 minut, a z Kołobrzegu – 90 minut.